# روبرتا كرينشاو
روبرتا كرينشاو (بالإنجليزية: Roberta Crenshaw)‏ هي فاعلة خير أمريكية، ولدت في 1914، وتوفيت في 2005.